# モントリオール地下鉄ブルーライン
モントリオール地下鉄ブルーライン（モントリオールちかてつブルーライン、フランス語: Ligne bleue）は、カナダケベック州モントリオールにあるモントリオール地下鉄の路線である。スノードン駅とサン・ミッシェル駅を結んでいる。路線番号は5号線。フランス語ではリーニュ・ブルー。

## 概要
1986年4番目の地下鉄路線としてドゥ・カステルノー駅とサン・ミッシェル駅間が開通。その後、1987年にパルク駅まで、1988年にスノードン駅まで延伸された。モントリオール中心街を通らず、モンロワイヤル山の北側を東西に走る路線である。全区間が地下区間となっている。3号線の建設計画が中止されたため、４番目に開通した路線であるが路線番号は5号線となっている。
2022年にはサン・ミッシェル駅より先のアンジューまでの6㎞の延伸区間の建設が開始され、2029年に開通予定となっている。また、スノードン駅より先の延伸計画もある。

## 駅
| 駅                                            | 営業キロ | 開通年     | 接続路線、施設                                                       |
| --------------------------------------------- | -------- | ---------- | -------------------------------------------------------------------- |
| スノードン駅(Snowdon)                         | 0.0      | 1988年     | ■オレンジライン                                                      |
| コート・デ・ネージュ駅 (Côte-des-Neiges)      |          | 1988年     | サン・ジョゼフ礼拝堂、モントリオール大学                             |
| モントリオール大学駅(Université-de-Montréal)  |          | 1988年     | モントリオール大学、モントリオール理工科大学、モントリオール商科大学 |
| エドゥワール・モンプティ駅(Édouard-Montpetit) |          | 1988年     | モントリオール大学                                                   |
| ウトゥルモン駅(Outremont)                     |          | 1988年     |                                                                      |
| アカディー駅(Acadie)                          |          | 1988年     |                                                                      |
| パルク駅(Parc)                                |          | 1987年     | ■AMT(近郊列車)                                                       |
| ドゥ・カステルノー駅 (De Castelnau)           |          | 1986年     |                                                                      |
| ジャン・タロン駅(Jean-Talon)                  |          | 1986年     | ■オレンジライン                                                      |
| ファーブル駅 (Fabre)                          |          | 1986年     |                                                                      |
| ディバーヴィル駅(D'Iberville)                 |          | 1986年     | モントリオール大学                                                   |
| サン・ミッシェル駅(Saint-Michel)              | 9.7      | 1986年     |                                                                      |
| ピー・ヌフ(Pie-IX)                            |          | 2029年予定 | ピー・ヌフBRT                                                        |
| ヴィアウ(Viau)                                |          | 2029年予定 |                                                                      |
| ラコルデール(Lacordaire)                      |          | 2029年予定 |                                                                      |
| ランジェリエ(Langelier)                       |          | 2029年予定 |                                                                      |
| アンジュー(Anjou)                             |          | 2029年予定 |                                                                      |

## ギャラリー

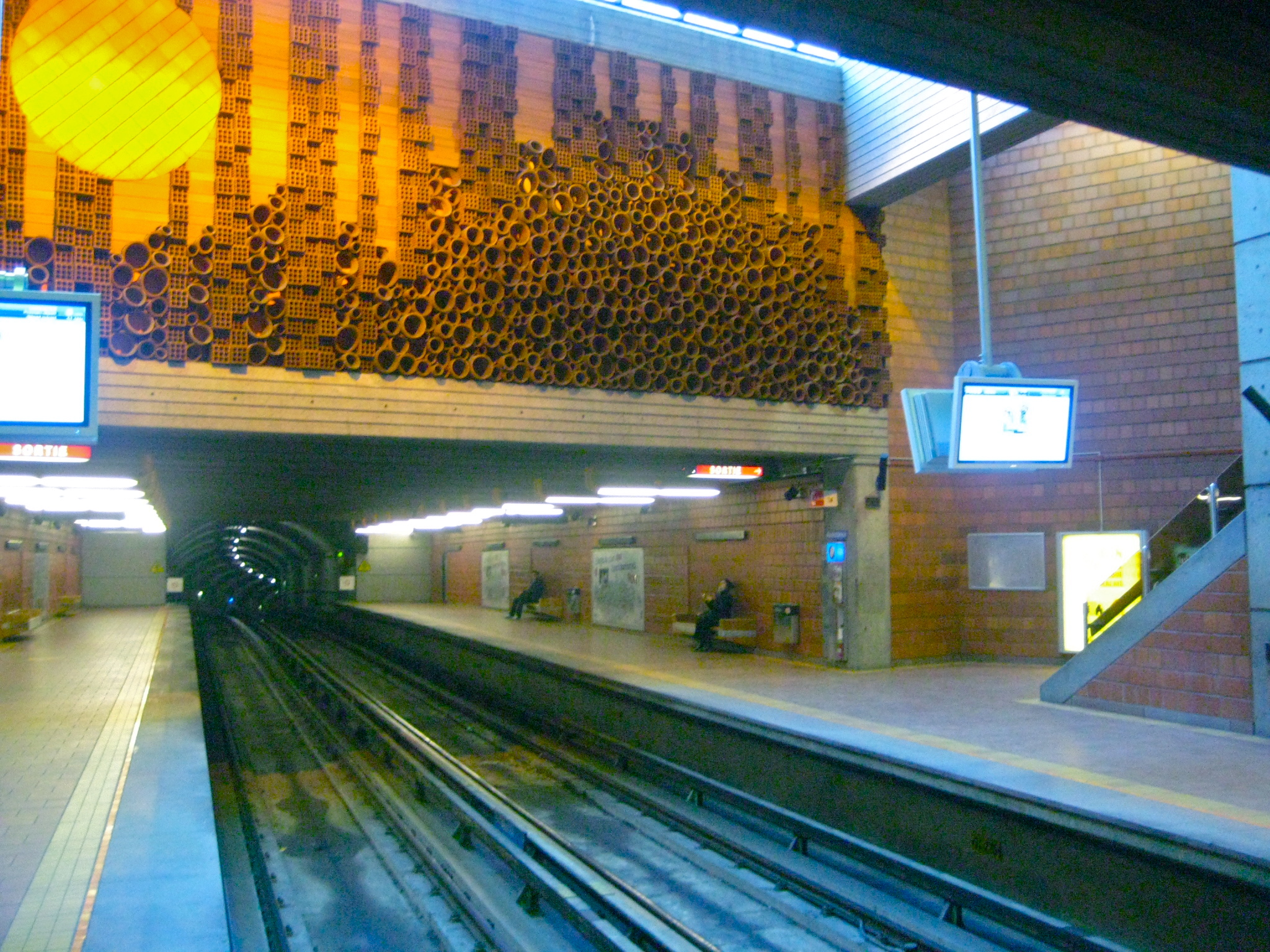
モントリオール大学駅
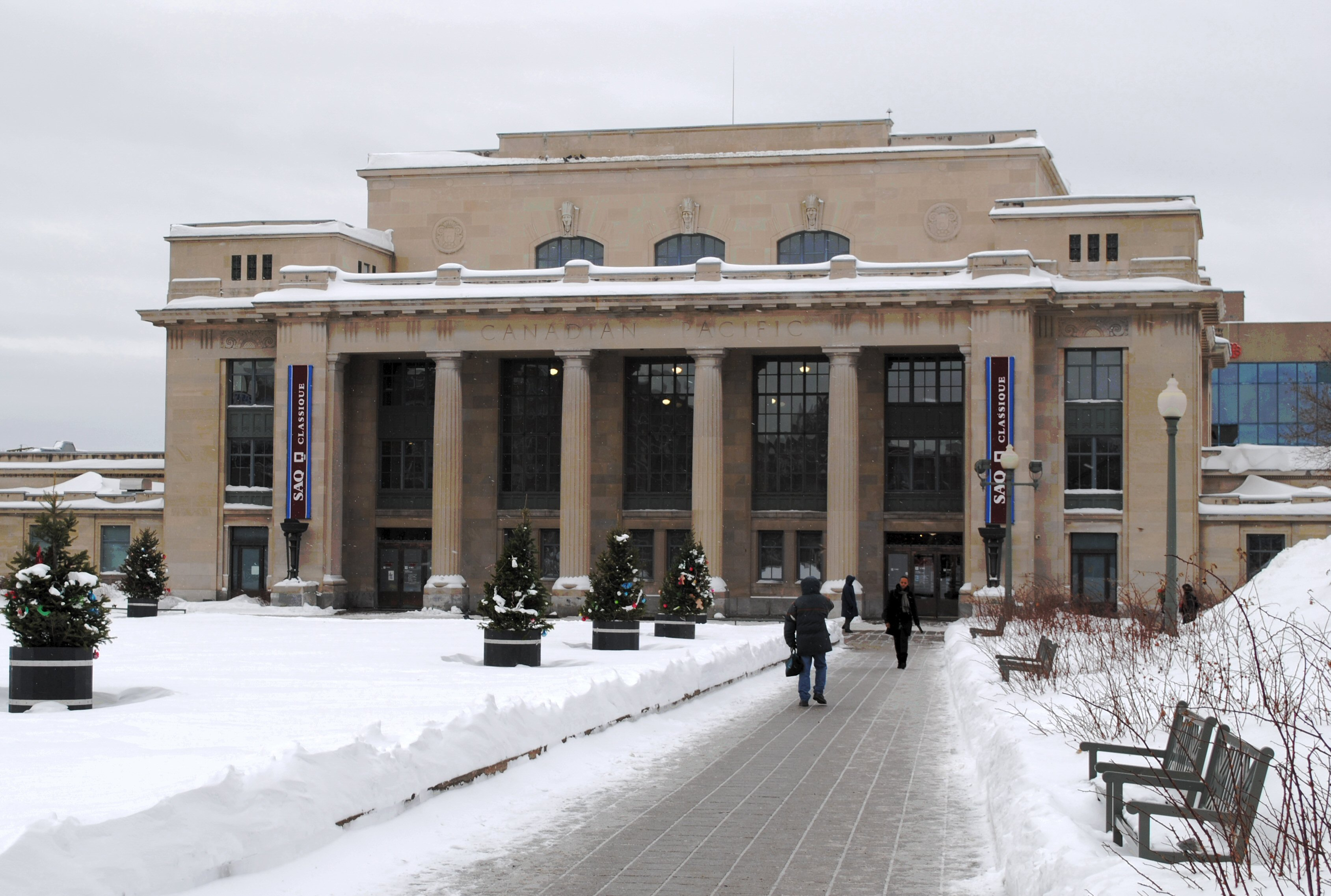
パルク駅の駅舎
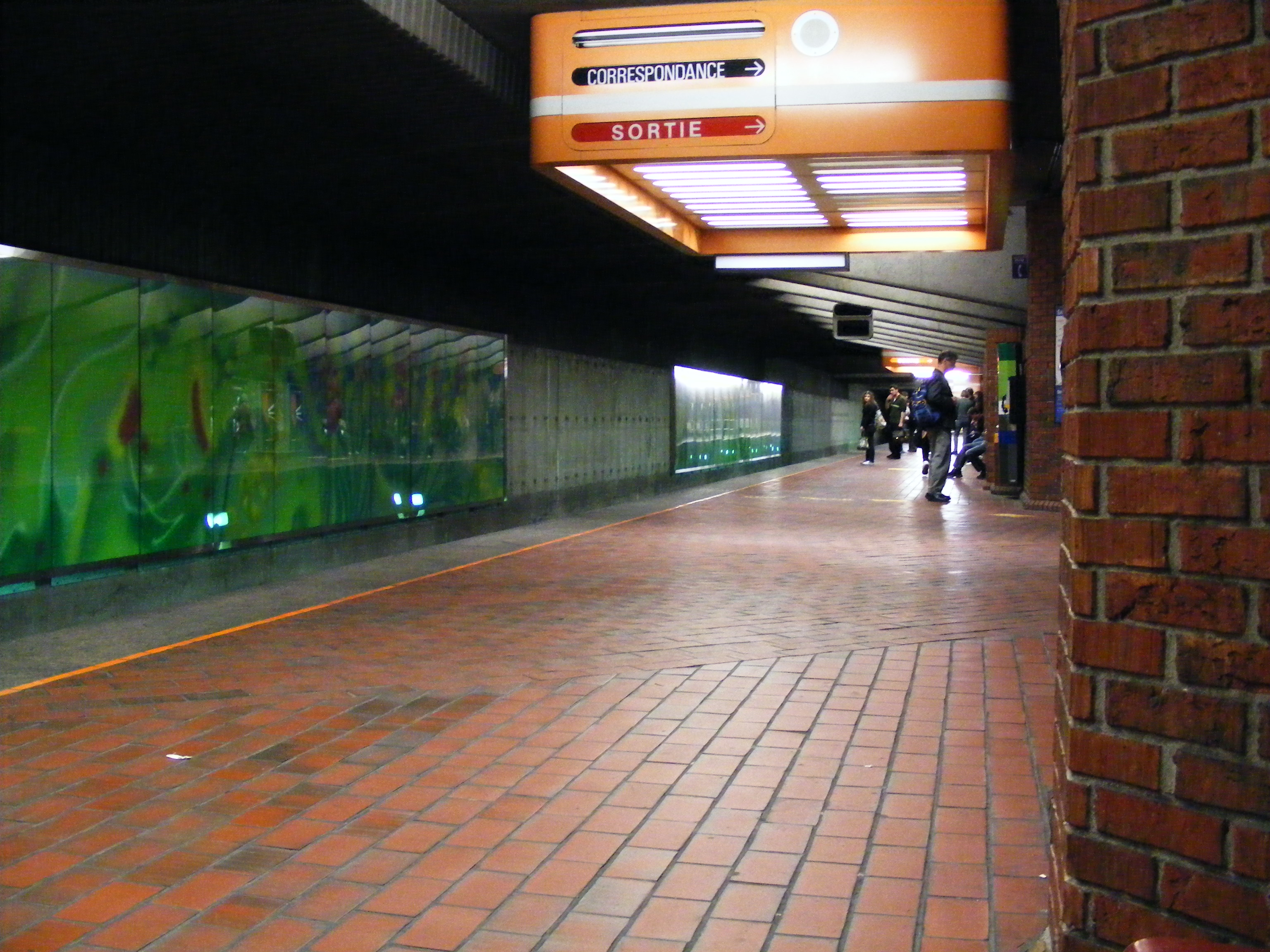
スノードン駅
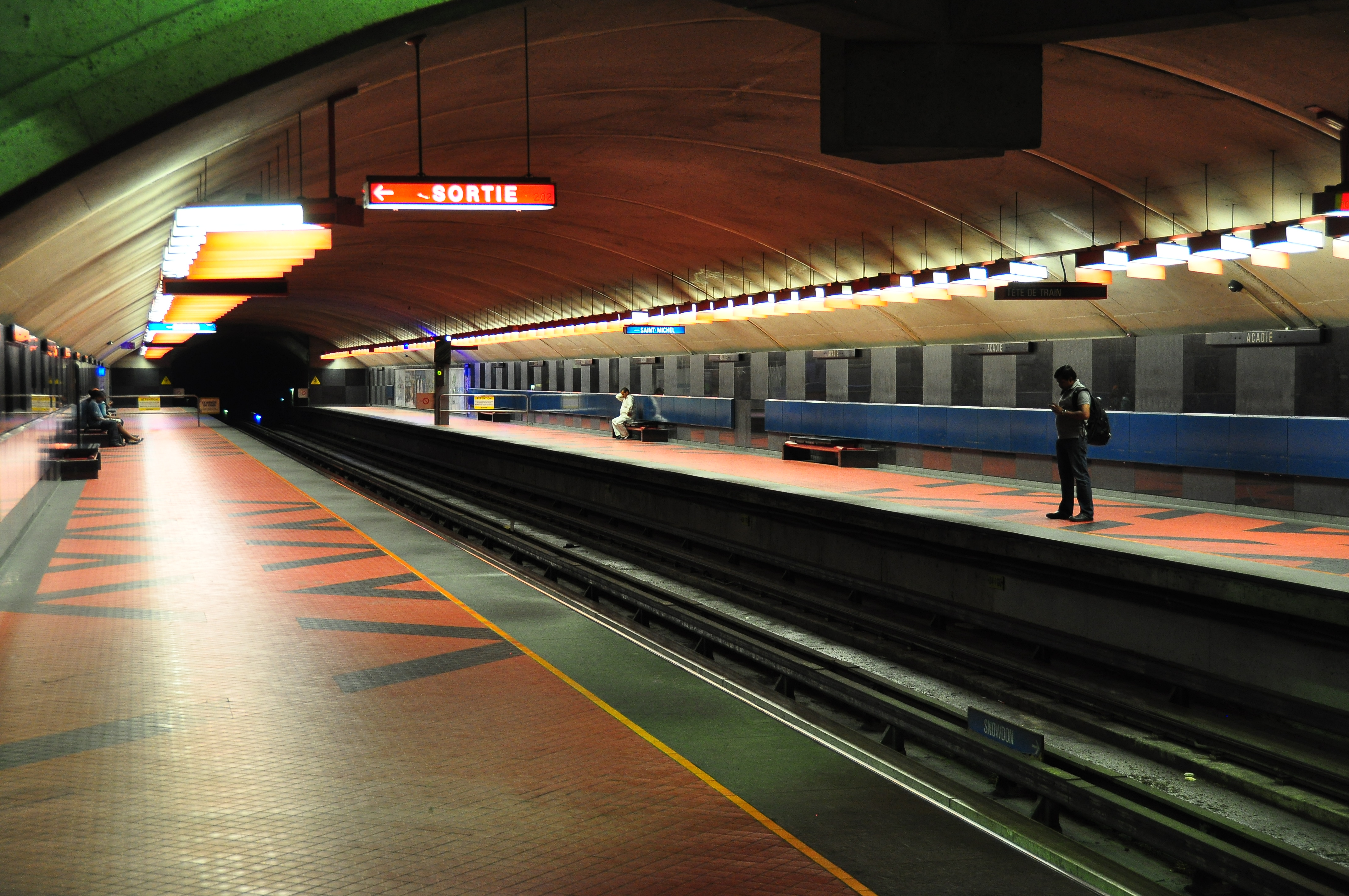
アカディー駅